# أبريل في الحب
أبريل في الحب هو فيلم من نوع كوميديا أُصدر في 14 يونيو 2006. الفيلم من إخراج وسيناريو .

## القصة
تقع أحداث الفيلم في فرنسا.

## طاقم التمثيل
- ماوي-ماوي
- Anna Mihalcea  [لغات أخرى]‏
- صوفي كوينتون
- كلود واجب  [لغات أخرى]‏
- كليمون سيبوني
- Frédéric Quiring  [لغات أخرى]‏
- Geneviève Casile  [لغات أخرى]‏
- Monique Mélinand [الإنجليزية]‏
- Richaud Valls  [لغات أخرى]‏
- نيكولا ديفاوشيلي

## وصلات خارجية
- أبريل في الحب على موقع IMDb (الإنجليزية)
- أبريل في الحب على موقع روتن توميتوز (الإنجليزية)
- أبريل في الحب على موقع ألو سيني (الفرنسية)
- أبريل في الحب على موقع Turner Classic Movies (الإنجليزية)
- أبريل في الحب على موقع أول موفي (الإنجليزية)
- أبريل في الحب على موقع فيلمافينيتي (الإسبانية)
- أبريل في الحب على موقع قاعدة بيانات الفيلم (الإنجليزية)
- أبريل في الحب على موقع ليتربوكسد (الإنجليزية)
- أبريل في الحب على موقع كينوبويسك (الروسية)